# Helen Lavinia Cochrane

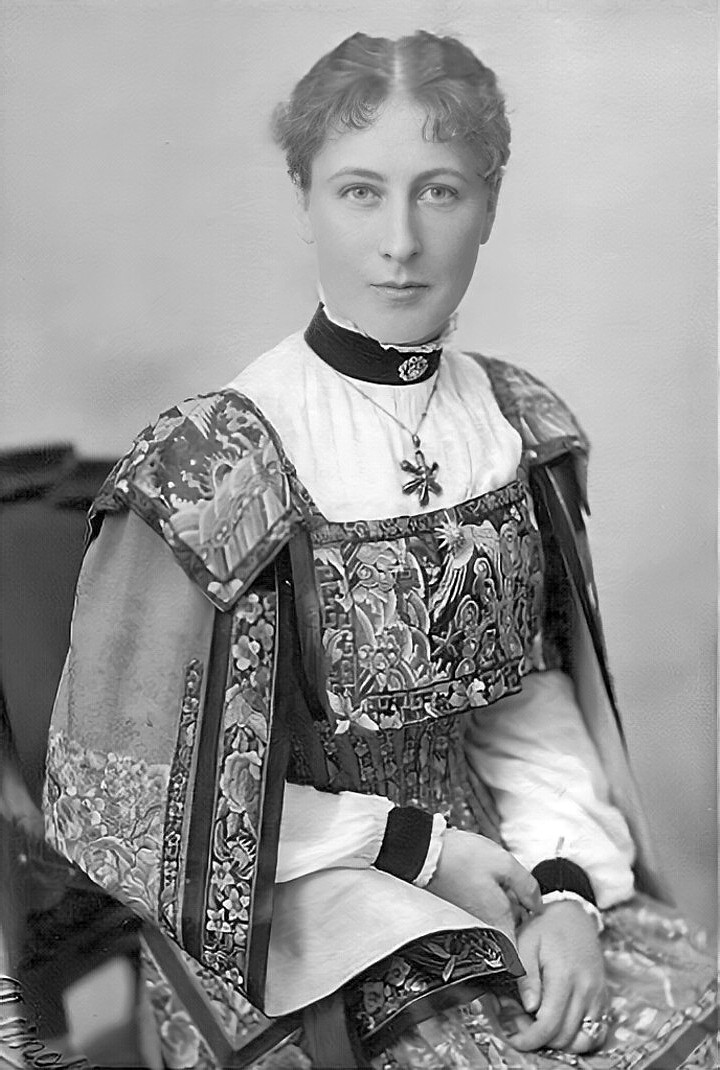
Helen Lavinia Cochrane um 1900

Helen Lavinia Cochrane (geborene Shaw, * 1868 in Bath, England; † 17. November 1946 in Fulham, London) war eine britische Malerin und Zeichnerin. Sie hielt sich viele Jahre in Italien auf, wodurch ihr Werk maßgeblich geprägt wurde.

## Leben

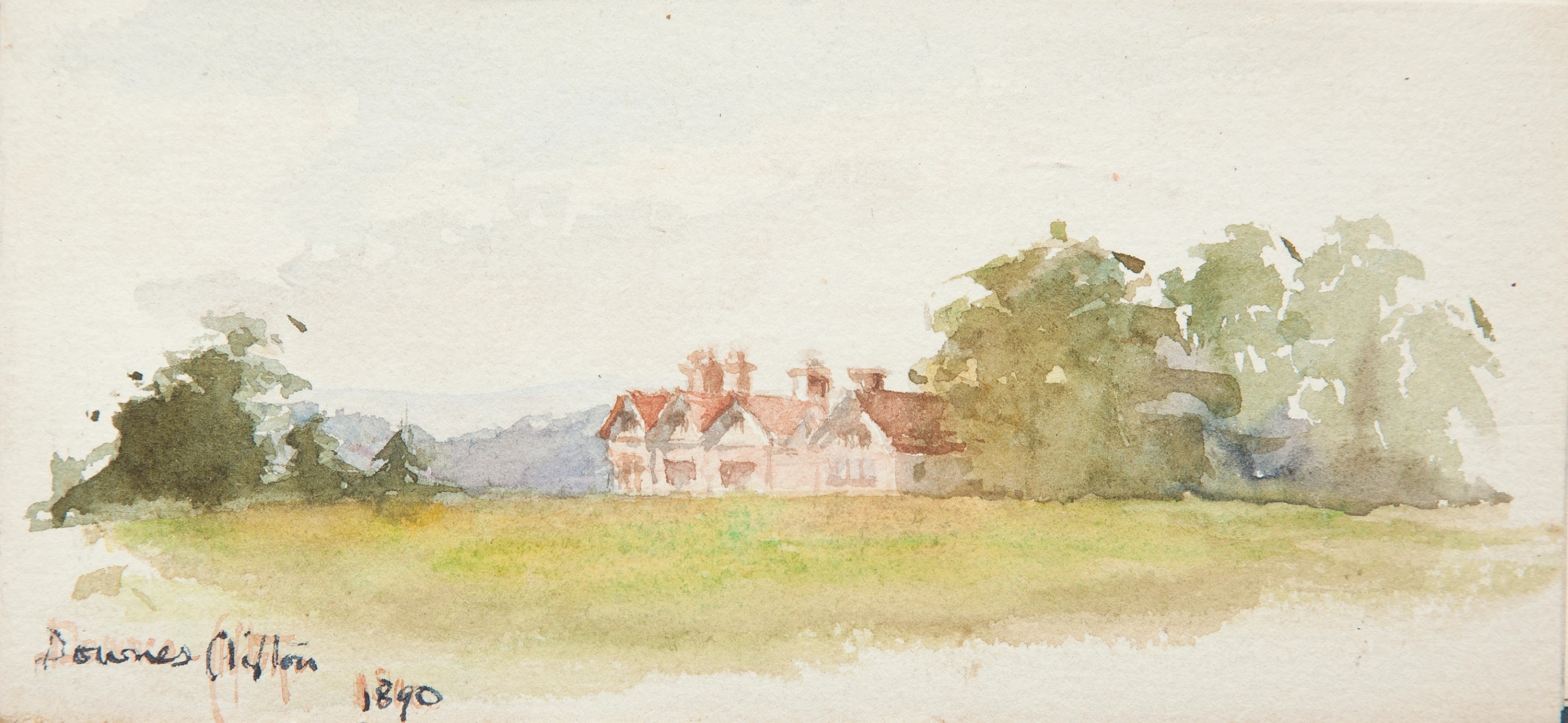
Helen Lavinia Cochrane: Downes Clifton (1890)

Ihre Eltern waren Henry Shaw (1826–1880), der als Anwalt in Essex tätig war, und Marion Shaw (1834–1891), geborene Selby-Hele. Henry und Marion Shaw hatten insgesamt 11 Kinder, Helen zählte zu den jüngeren Geschwistern. Vor ihrer Geburt hatte ihre Familie eine gute soziale Stellung inne, bis ihr Vater in einen Börsenbetrug verwickelt wurde, der zum wirtschaftlichen Ruin der Familie führte und ihren Ruf dauerhaft beschädigte. Ihr Vater wurde zudem zu einer Gefängnisstrafe verurteilt.
Die Familie Shaw war in den nachfolgenden Jahren vermutlich auf Zuwendungen von Freunden und Verwandten angewiesen. Nach der Entlassung des Vaters hielt sich die Familie mit wechselndem Wohnort in London auf. 1868 verließ die Familie London mit der Absicht, sich in Weymouth an der Küste von Dorset niederzulassen. Auf dem Weg dorthin wurde Helen in Bath geboren. Um 1875 zog die Familie in die Cotswolds nördlich von Bristol, nachdem sie dort ein Haus geerbt hatte. Nach dem Tod des Vaters übersiedelte die Familie nach Bristol.
Helen Cochrane besuchte dort die neu gegründete Clifton High School for Girls, an der Mädchen eine besondere Förderung erfahren sollten. Sie entwickelte ein künstlerisches Interesse und besuchte die nahe gelegene Royal West of England Academy. Nach Abschluss der High School wurde sie an der Liverpool School of Art aufgenommen. Später besuchte sie die Westminster School of Art in London und reiste in den 1890er Jahren nach München für Porträtstudien unter der Leitung von Franz von Lenbach.
Am 29. November 1892 heiratete sie in Mossley Hill in der Grafschaft Lancashire den Unternehmer William Percy Cochrane (1860–1937), den sie wahrscheinlich während ihrer Studienzeit in Liverpool kennengelernt hatte. Percy Cochrane stammte aus einer wohlhabenden Familie. Das Unternehmen Cochrane & Co hatte neben dem Besitz von Eisenwerken in Middlesbrough und Minen in Durham erfolgreich andere Stahl- und Bergbaubetriebe in der Gegend von Dudley gegründet. Percy Cochrane hatte 1886 sein Studium an der University of Cambridge abgeschlossen und arbeitete nun für die verschiedenen Familienfirmen. Nach der Heirat zog das Ehepaar nach Newcastle upon Tyne, wo Percy Cochrane wichtige Familieninteressen vertrat.

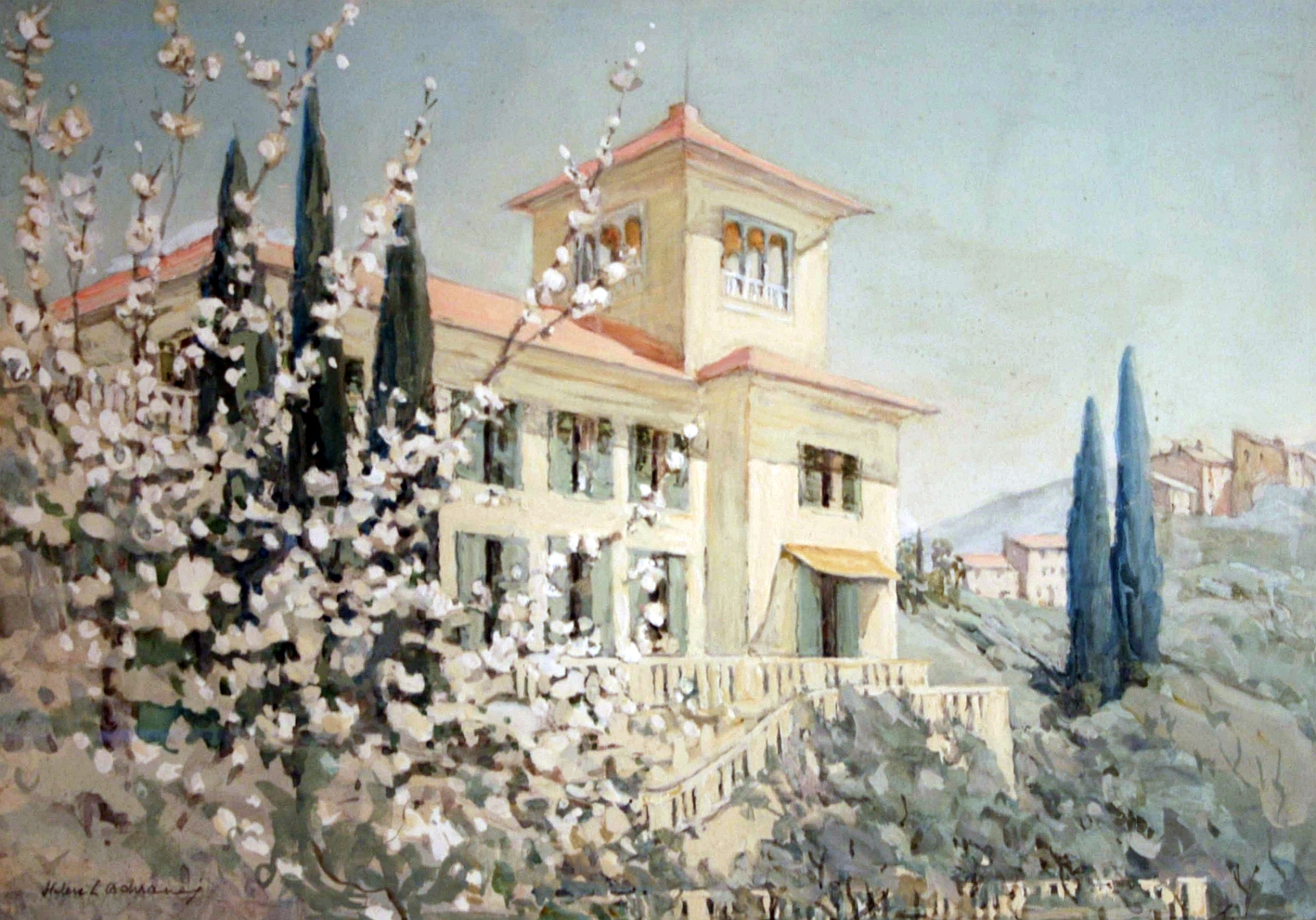
Helen Lavinia Cochrane: Villa Rezzola

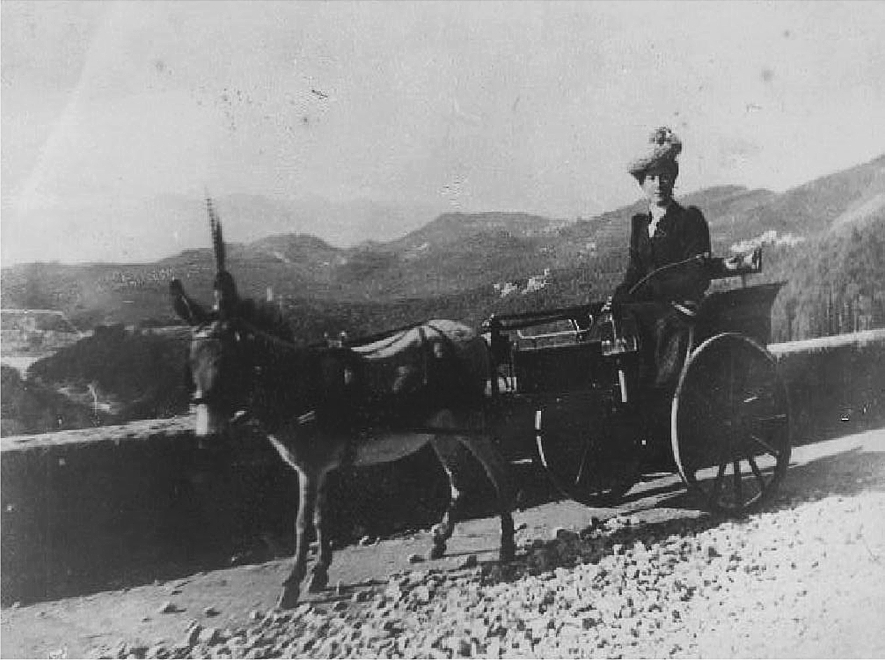
Helen Lavinia Cochrane um 1910 am Golf von La Spezia

1898 verließen Helen und Percy Cochrane England und ließen sich zunächst in Menton in der Nähe von Monte Carlo nieder, wo es eine größere englische Kolonie gab. Später zogen sie an die östliche italienische Riviera nach Pugliola, das am Golf von La Spezia gelegen ist, und kauften die Villa Rezzola. Ganz in der Nähe in San Terenzo hatten sich der Dichter Percy Bysshe Shelley und seine Frau Mary Shelley aufgehalten. Lord Byron war bei ihnen zu Gast gewesen, weshalb die Bucht bald auch als Golfo dei Poeti bezeichnet wurde. Auf Helen Cochrane übten Land und Leute eine große Anziehungskraft aus. Fotografien aus der Zeit um 1900 zeigen sie in landestypischer Tracht.
Helen und Percy Cochrane stießen vor Ort auf die schwierigen Lebensumstände der Bevölkerung: Unbefestigte Straßen, Mangel an fließendem Wasser, fehlende Kanalisation, bedenkliche hygienische Verhältnisse, Mangel an medizinischer Versorgung, Analphabetismus usw. Diese Situation machte auf das wohlhabende englische Ehepaar großen Eindruck und weckte ihre philanthropische Neigung, wie sie für die britische Gesellschaft im späten 19. Jahrhundert typisch war.
Die Cochranes ließen auf eigene Kosten eine Reihe öffentlicher Arbeiten ausführen, darunter ein überdachtes Waschhaus in Bonezzola, eine Trinkwasserleitung von Bonezzola nach Bagnola, in Pugliola der Bau einer befestigten Straße und ein zweigeschossiges großes Kindergartengebäude mit Speisesaal. Im nahegelegenen Sarzana veranlassten sie die Erweiterung des Krankenhauses um ein Nebengebäude für Infektionskrankheiten. Für seine Bauern ließ Cochrane komfortable Bauernhäuser errichten und stellte auch moderne Ställe und Düngemittel bereit.

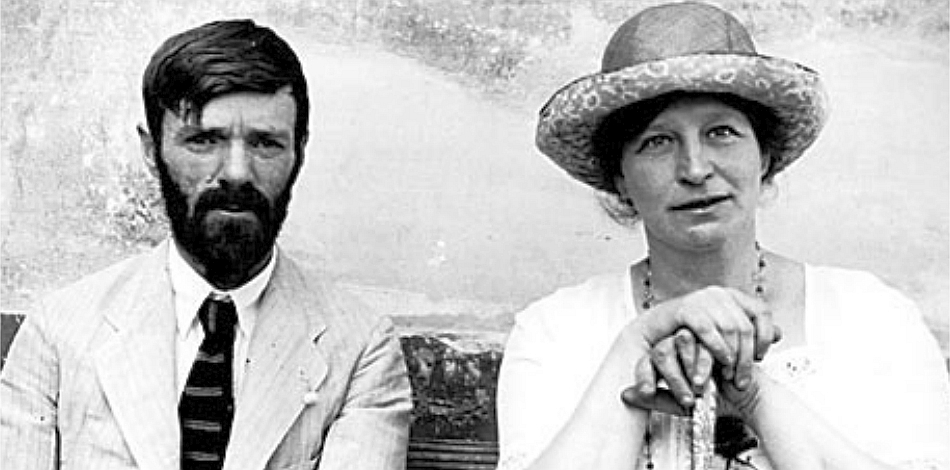
David Herbert Lawrence und Frieda von Richthofen 1914

Die Villa der Cochranes wurde von Beamten und Offizieren der Armee und der Marine, darunter auch Generäle und Admiräle, frequentiert und war Ort von zahlreichen Festlichkeiten. Zwischen 1913 und 1914 bewohnten D. H. Lawrence und seine spätere Ehefrau Frieda von Richthofen ein Haus in Fiascherino und besuchten regelmäßig die Cochranes in ihrer Villa. Auch der hochrangige Marineoffizier Reginald Bacon, ein Cousin von Helen Cochrane, war in diesen Jahren häufig Gast bei den Cochranes.
Nach Ausbruch des Ersten Weltkriegs 1914 mietete Percy Cochrane zusammen mit anderen das Imperial Hotel in Menton und ließ dort ein Kriegslazarett einrichten. Helen Cochrane war vor Ort als Krankenschwester tätig und erhielt die Médaille de la Reconnaissance française als Würdigung ihrer Dienste. Nach dem Kriegseintritt Italiens auf Seiten der Triple Entente 1915 wandelte er gemeinsam mit seiner Frau die Villa Massà in Sarzana in ein modernes Kriegslazarett mit Operationssälen um. Helen Cochrane stellte englische Krankenschwestern ein und sorgte für die Trinkwasserversorgung und Heizung des Gebäudes. Die Arbeitsabläufe im Lazarett beaufsichtigten Helen Cochrane als Direktorin und Percy Cochrane als Administrator.
Die Ehe der Cochranes war kinderlos geblieben. 1911 adoptierten sie Marion Winifred Jacques, eine Tochter von Helens Schwester Evie. Marion war zum Zeitpunkt ihrer Adoption 18 Jahre alt. Sie war während des Weltkriegs ebenfalls im Lazarett von Menton tätig. Bereits 1917 verstarb Marion kurz nach ihrer Hochzeit plötzlich in London an einer bakteriellen Endokarditis.

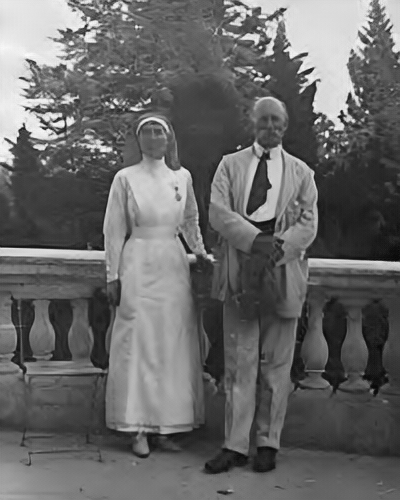
Helen und Percy Cochrane 1917

Offenbar hatten sich Helen und Percy Cochrane im Lauf ihres Engagements für die vielen Kriegsopfer entfremdet, da sich das Paar nach Ende des Krieges trennte. Hinzu trat noch Percy Cochranes schlechter Gesundheitszustand. Percy Cochrane verließ 1920 Pugliola und übersiedelte nach Menton. Dort lebte er bis zu seinem Tod 1937 mit Rose Emily Sims zusammen. Helen Cochrane dagegen wohnte weiterhin in der Villa Rezzola und empfing prominente Persönlichkeiten, darunter die Künstler Emmeline Deane, William Rothenstein, Max Beerbohm und der Physiker Oliver Lodge.
In den folgenden Jahren unternahm Helen Cochrane zahlreiche Reisen, u. a. nach Venedig, Rom, Sardinien, Korfu und auf die Balearen. Nach der Machtübernahme und der Errichtung einer Diktatur durch Benito Mussolini in den 1920er Jahren änderten sich die Lebensumstände für die britischen Zugezogenen nur wenig. Aufgrund des Abessinienkriegs 1935 verschlechterten sich allerdings die Beziehungen zwischen Italien und Großbritannien gravierend.
Helen Cochrane beschloss daher wie einige andere auch aus Angst vor Vergeltungsmaßnahmen des Regimes, Italien zu verlassen. Sie verkaufte die Villa Rezzola an die Gräfin Mara Braida Carnevale und übersiedelte 1935 nach London. Helen Cochrane ließ sich im Stadtteil Fulham nieder und wurde Augenzeugin der deutschen Bombenangriffe auf London im Verlauf des Zweiten Weltkriegs. Sie überlebte den Krieg und verstarb 1946 im Alter von 78 Jahren in Fulham. Ihre kleine Gemäldesammlung, darunter neben eigenen Werken auch Bilder von Emmeline Deane, vermachte sie der Victoria Art Gallery in Bath.

## Werk
Das vielfältige künstlerische Werk, das Helen Cochrane im Laufe von etwa einem halben Jahrhundert entwickelt hat, ist heute praktisch unbekannt. Die meisten ihrer Arbeiten sind verschollen oder in Privatbesitz. Nur wenige Werke befinden sich in Museen oder öffentlichen Archiven. Die Victoria Art Gallery in Bath hat einige Gemälde in ihrer Sammlung. Spuren ihrer Arbeiten sind in den Katalogen einiger Ausstellungen erhalten geblieben. Ihre Werke, von denen die meisten undatiert sind, umfassen Ölgemälde, Aquarelle, Tempera und Zeichnungen. Helen Cochrane war Mitglied der Royal Institution of Great Britain (RI) und der Society of Women Artists (SWA).
In den 1880er und 1890er Jahren schuf Helen Cochrane Aquarelle und Skizzen von Bristol, Newcastle-upon-Tyne und der umliegenden Landschaften, aber auch einige Porträts in Ölfarbe. Aus den nachfolgenden Jahrzehnten ist eine umfangreiche Produktion überliefert, insbesondere von Aquarellen, die hauptsächlich die Landschaften und Orte des Golfs von La Spezia zeigen, darunter Pugliola, Lerici, Tellaro, Porto Venere, aber auch Orte der
Lunigiana wie Sarzana, Ameglia, Fosdinovo und Aulla. Erhalten geblieben sind auch Aquarelle des Landhauses, in dem D. H. Lawrence von 1913 bis 1914 gewohnt hatte.
Ihre Aquarell-Arbeiten sind professionell angefertigt und bilden ein ruhiges und angenehmes Sujet ab. D. H. Lawrence beschrieb Helen Cochrane als talentierte Aquarell-Malerin. Ihre wenigen Arbeiten in Tempera dokumentieren dagegen detailliert die Arbeitspraktiken des italienischen Landlebens der 1920er Jahre mit einer deutlich zum Ausdruck gebrachten Zuneigung zu Menschen und Land. Einen Teil dieser Temperagemälde fertigte sie erst nach ihrer Rückkehr nach England an. In ihren letzten Jahren schuf sie einige Gemälde, die die Brände und Zerstörungen in London aufgrund der deutschen Bombardierungen zeigen.
In den 1920er und 1930er Jahren stellte Helen Cochrane bei ihren Aufenthalten in London mehrere Male ihre Arbeiten in Galerien aus. Ihre Gemälde waren auch in der Walker Art Gallery, bei der Royal Academy of Arts (RA) und Royal Society of British Artists (RBA) zu sehen. Die Londoner Times beschrieb ihr Werk 1925 als eine Reihe angenehmer Assoziationen, die keine Realität erwarten lassen, sondern nur die Erinnerung an Schönheit.

## Galerie

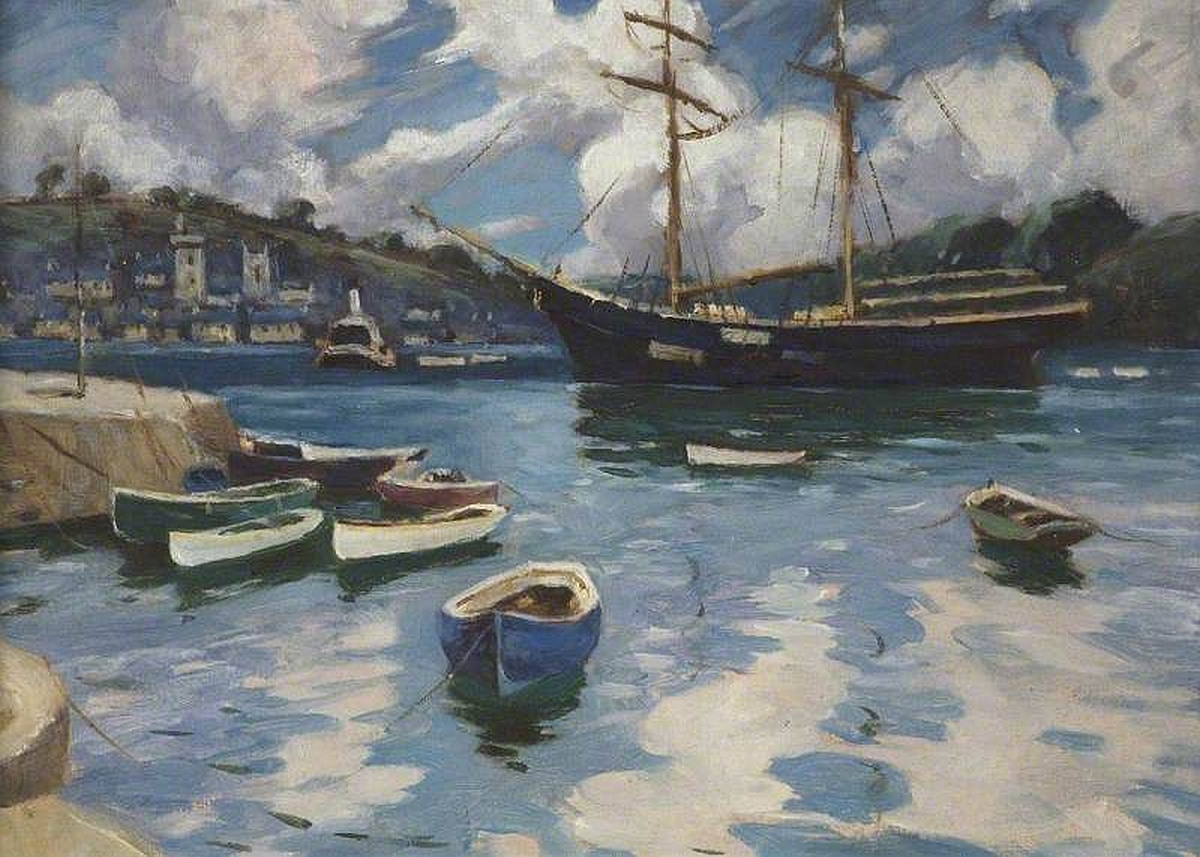
Harbour Scene
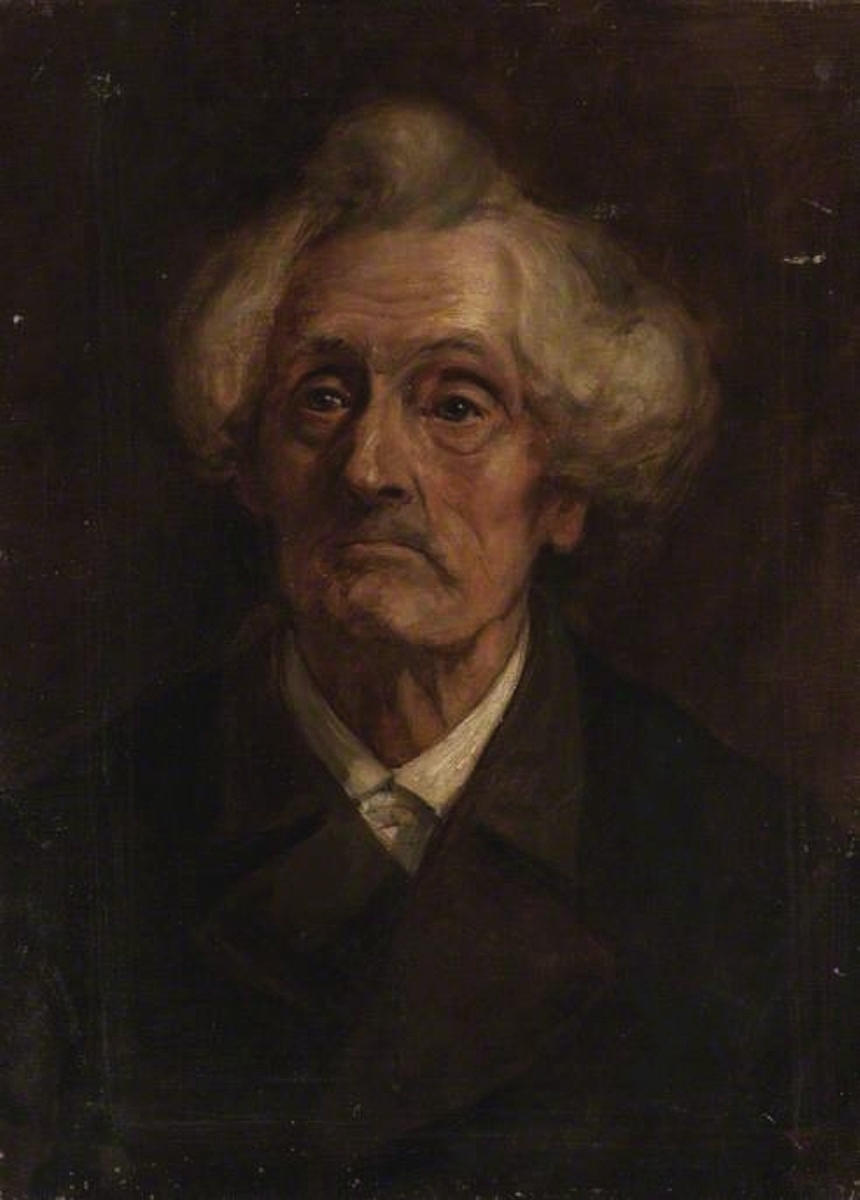
Study of a Man (1889)
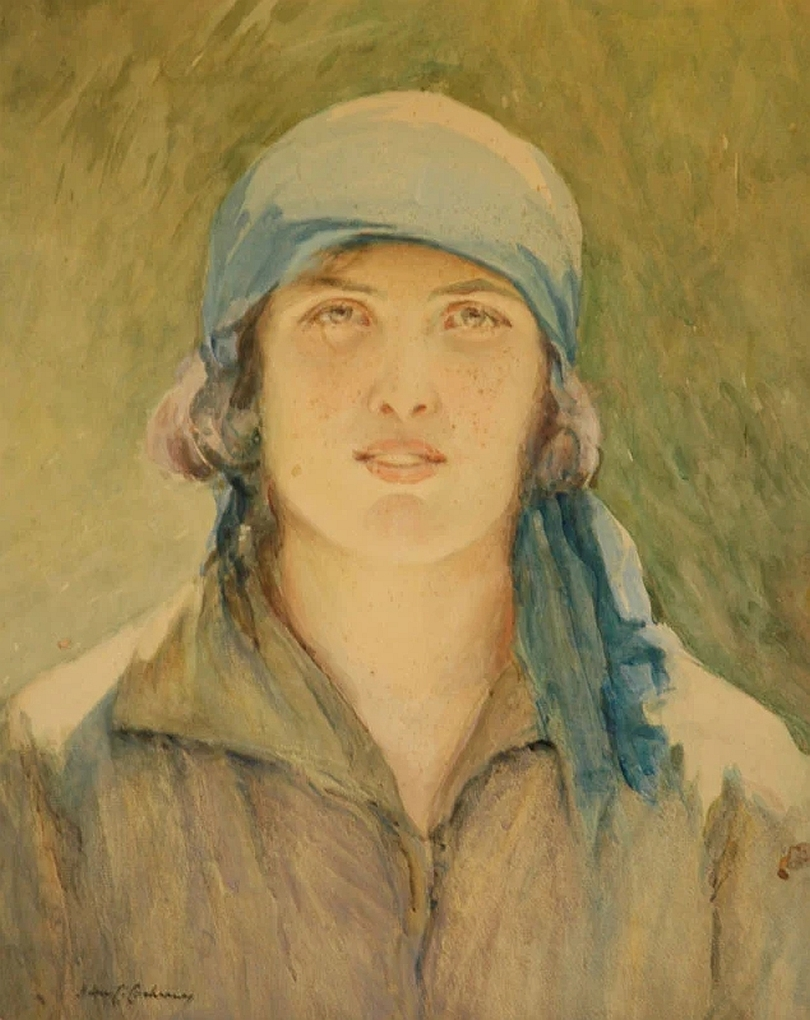
Young Woman
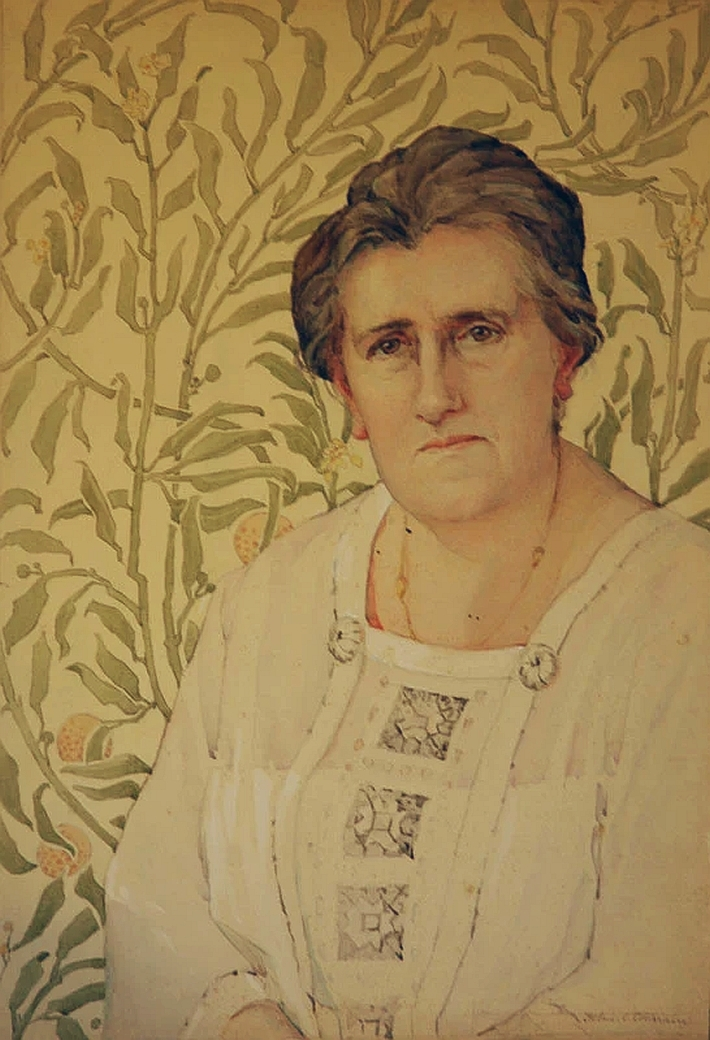
Old Lady (Gertrude Metcalfe-Shaw)
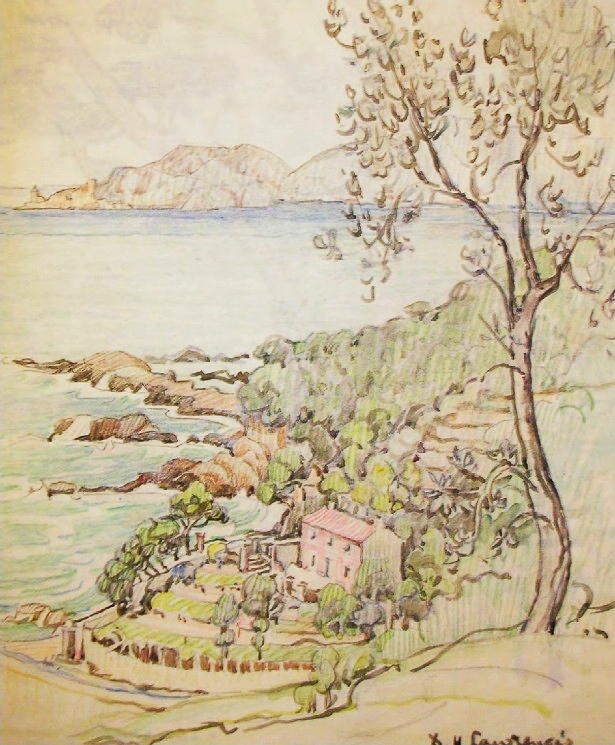
D.H. Lawrence’s Cottage
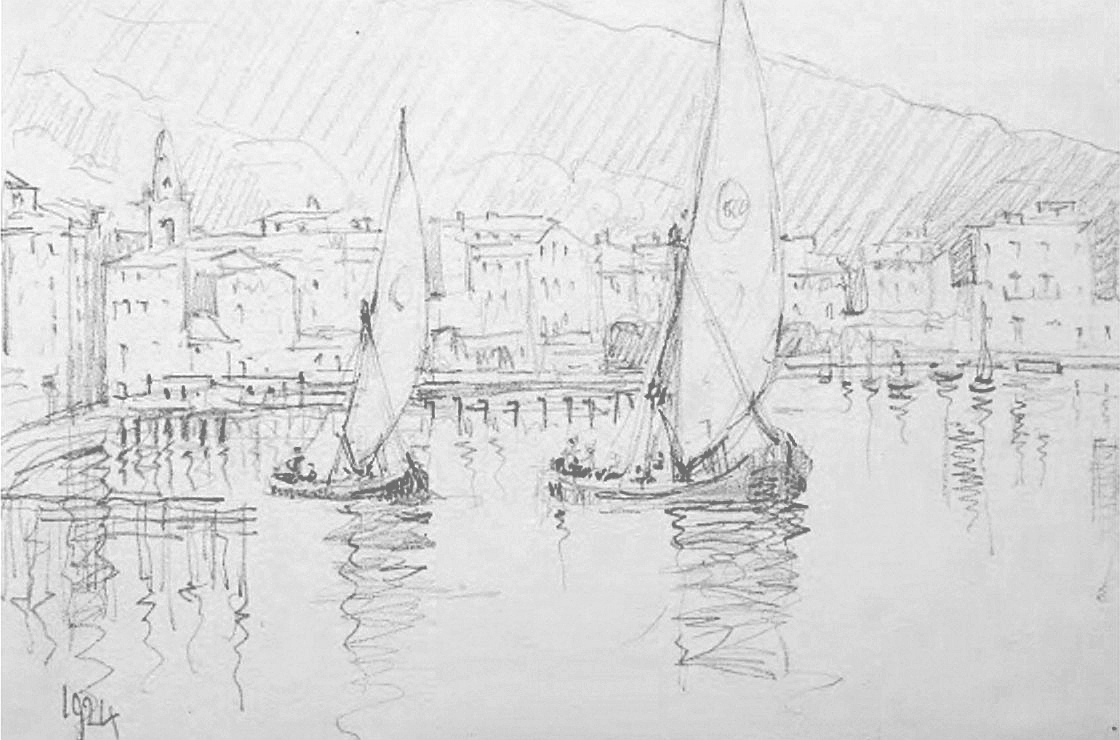
Lerici (1924)
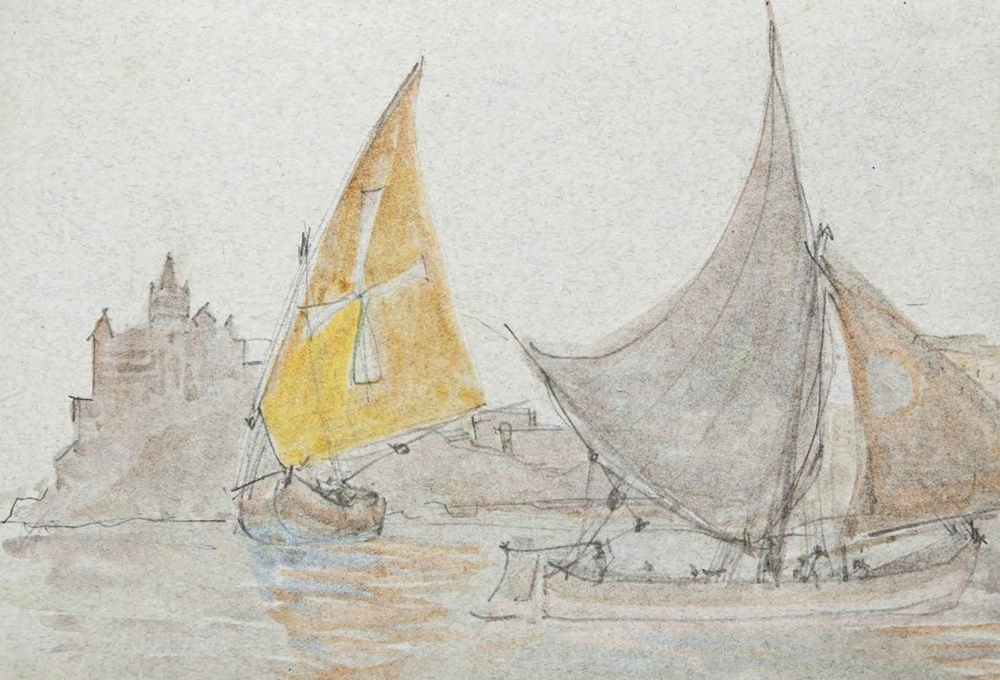
Sailing Boats at Porto Venere
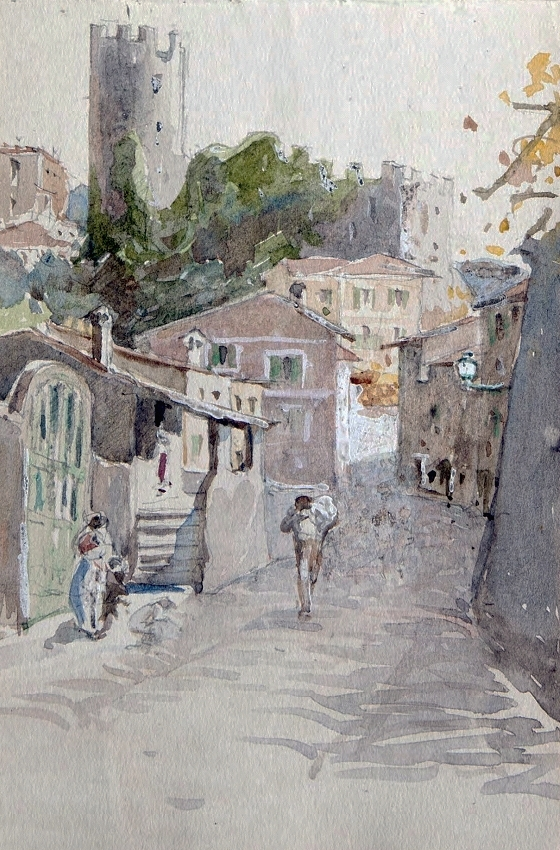
Ameglia
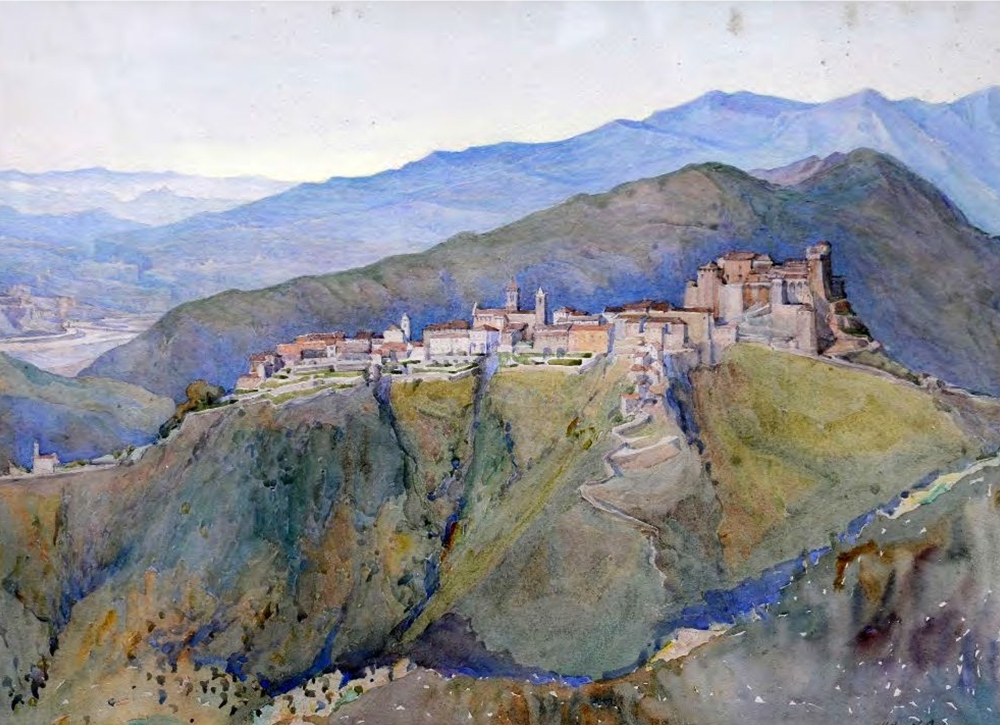
Fosdinovo
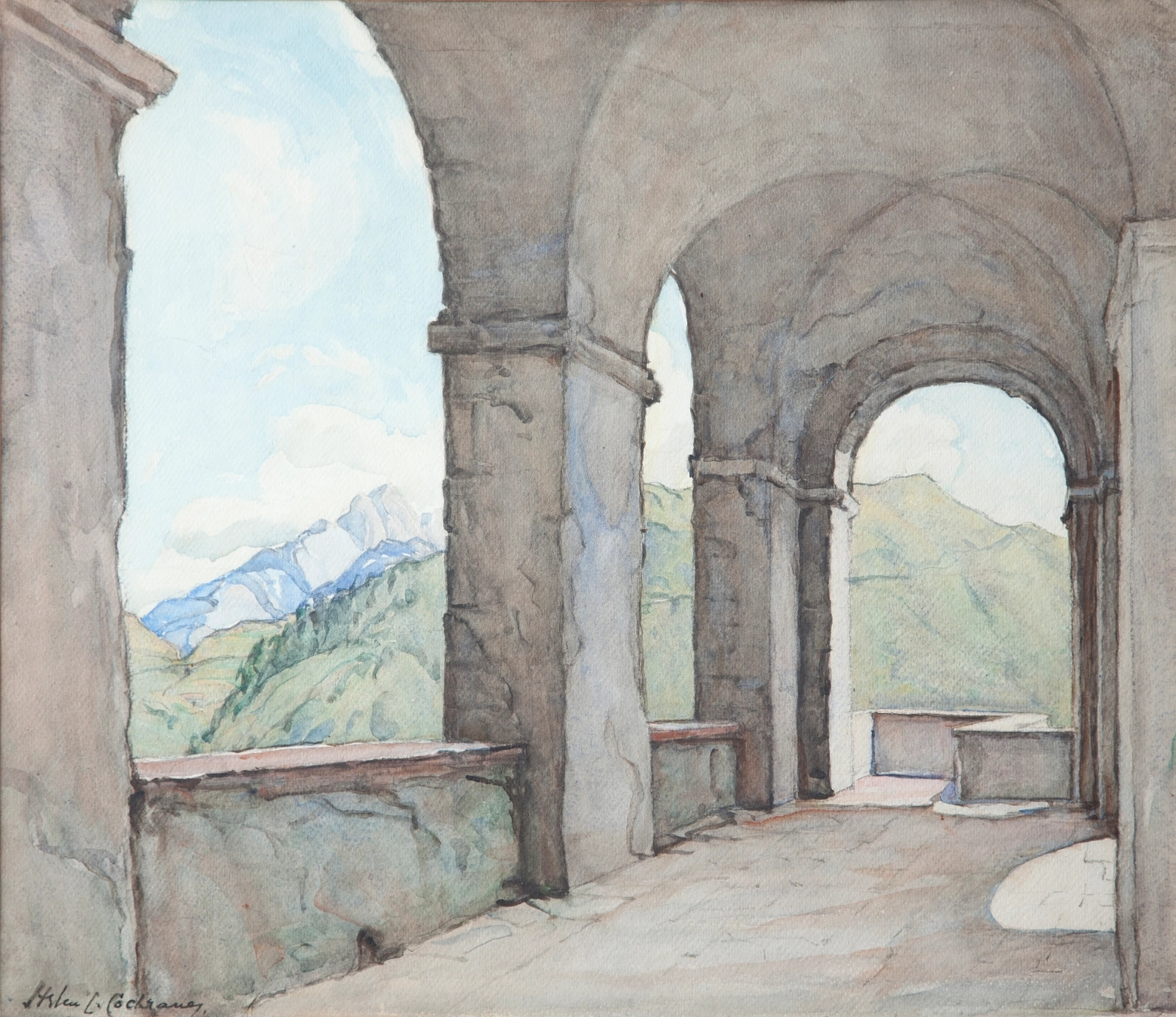
Castello Malaspina, Fosdinovo
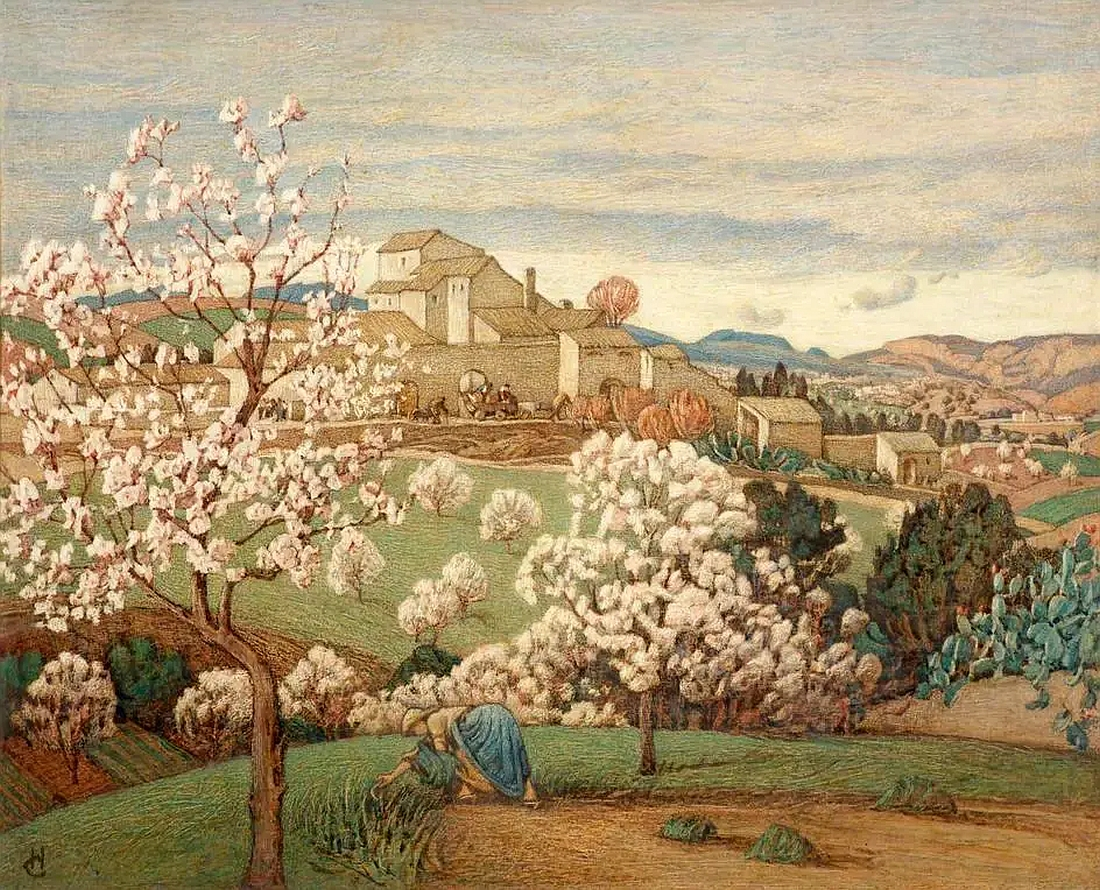
Almond Blossom, Majorca
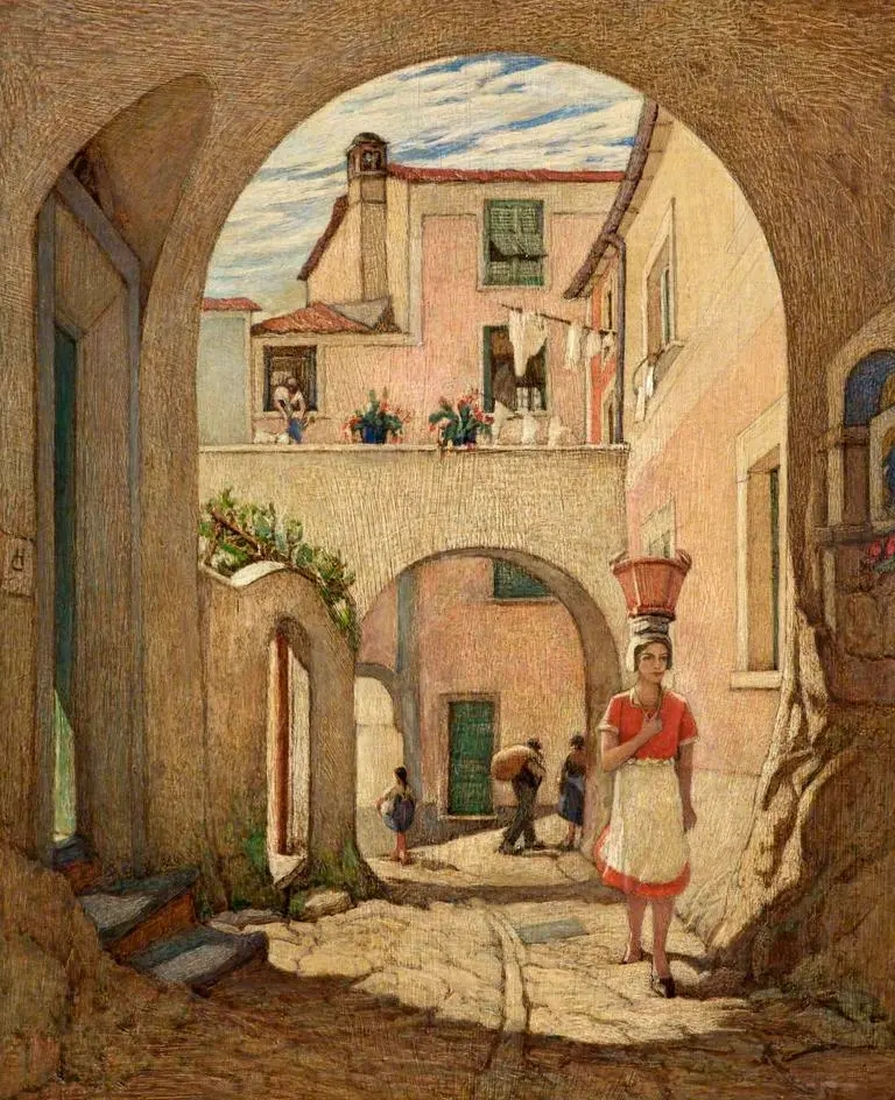
Village road, Pugliola
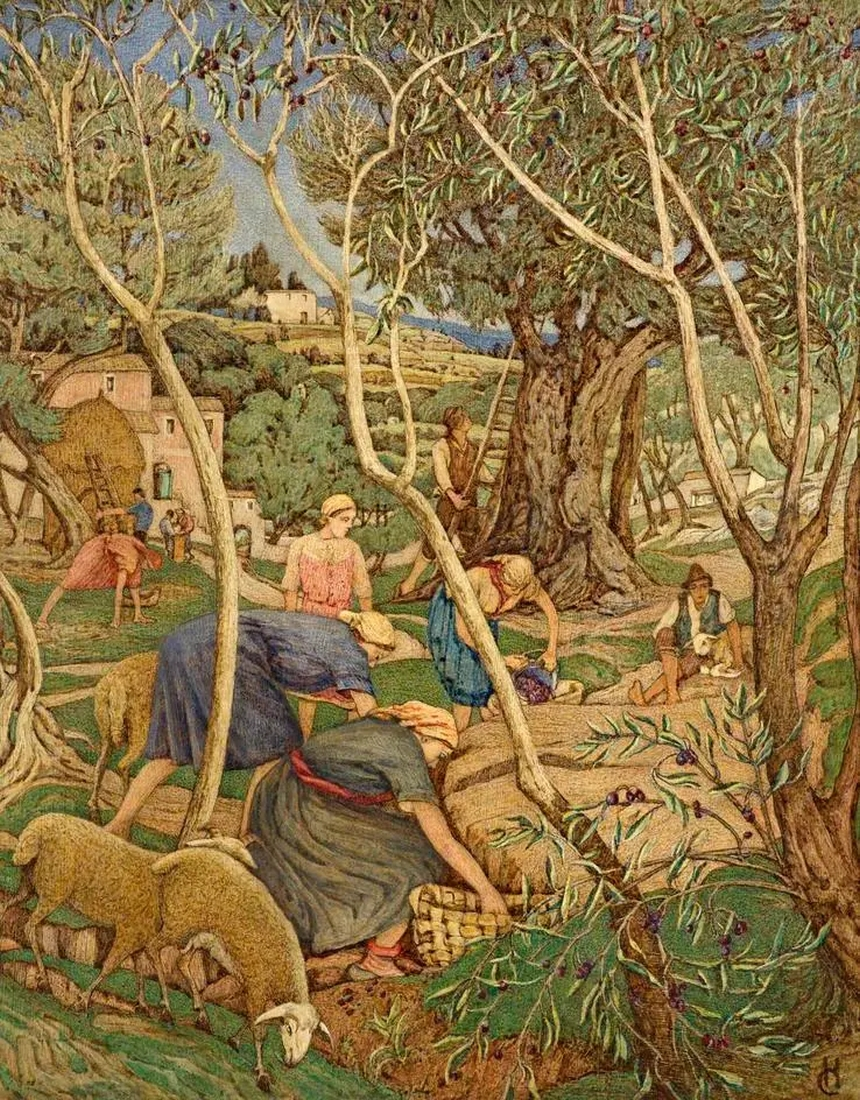
Olive Gatherers (1939)
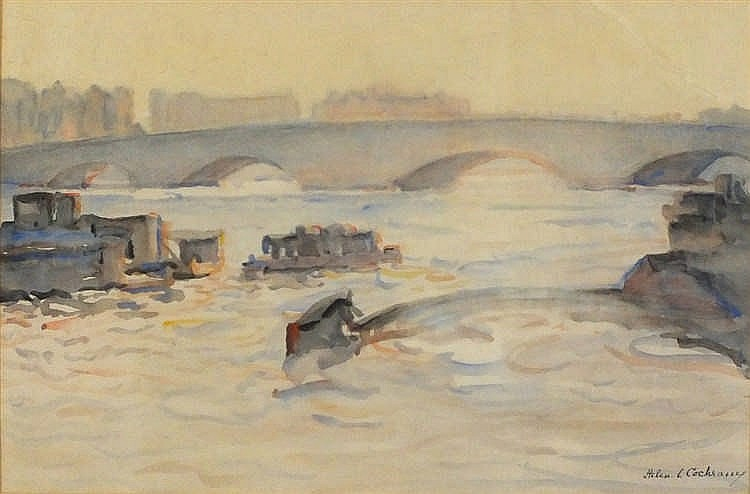
Evening, Putney Bridge (1940)
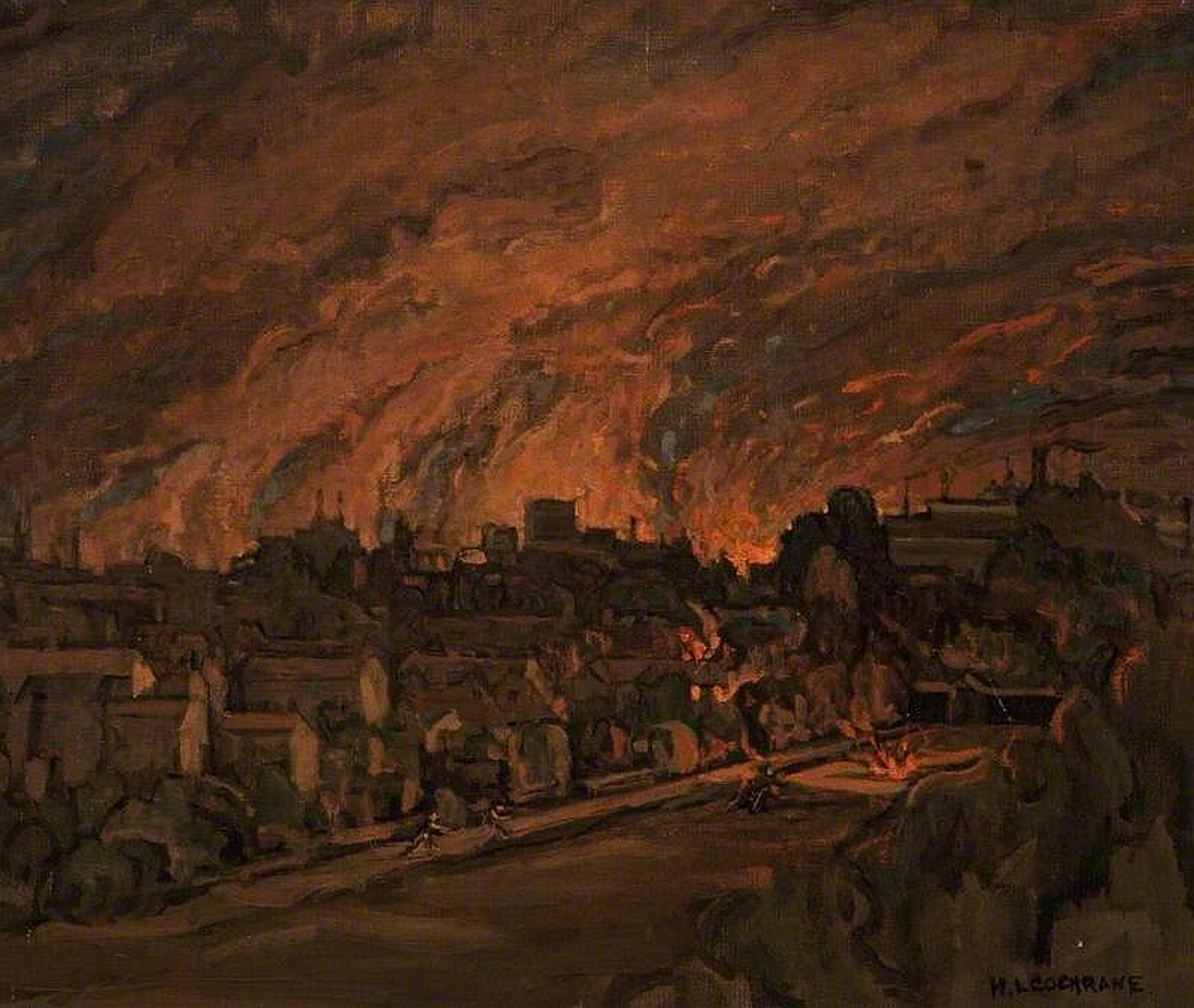
London Dock Fires (1940)
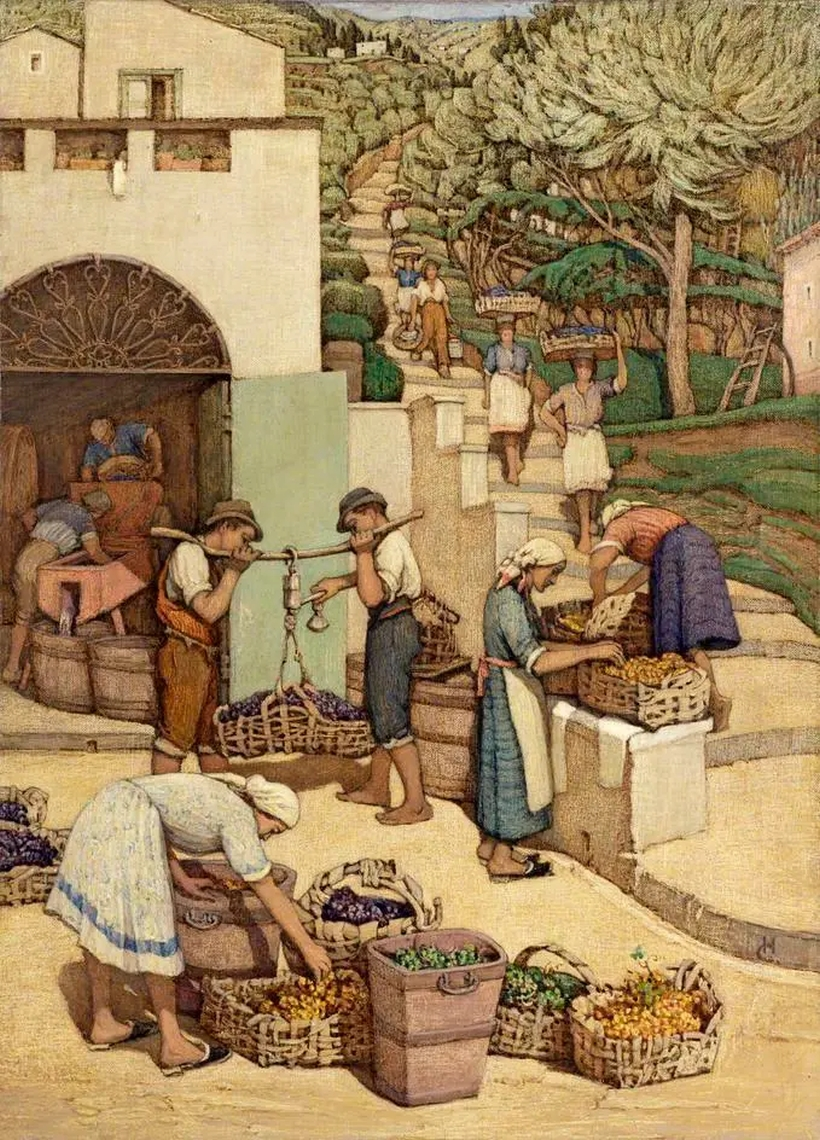
Bringing Down Mountain Grapes (1942)

## Einzelausstellungen (Auswahl)
- 1925: Galerie der Fine Art Society, London
- 1929: Galerie der Fine Art Society, London
- 1938: Galerie der Fine Art Society, London
- 1945: Fulham Library, London